# Inkovski most
Inkovski mostovi so preprosti viseči mostovi nad kanjoni in soteskami in rekami (pongos), ki so jih zgradili v Inkovskem imperiju. Mostovi so bili sestavni del inkovskega cestnega sistema in ponazarjali inovacije Inkov v inženirstvu. Takšni mostovi so bili koristni, ker Inki niso poznali prevoza na kolesih - promet je bil omejen na pešce in živali - pogosto pa so jih uporabljali tudi tekači chasqui, ki so nosili sporočila po cesarstvu. 

## Konstrukcija in vzdrževanje
Mostove so zgradili z uporabo trave ichu (Jarava ichu), ki je bila stkana v velike in zelo močne snope. 
Del moči in zanesljivosti mostu je izhajal iz dejstva, da so vsako leto lokalni prebivalci zamenjali vsak nosilne vrvi kot del njihovih javnih del ali obveznosti. V nekaterih primerih so imeli ti lokalni prebivalci edino nalogo da so popravljali te mostove, da bi lahko inkovske ceste oziroma cestni sistem še naprej deloval. Popravljanje teh mostov je bilo nevarno, saj so tisti, ki so opravljali popravila, pogosto omahnili v smrt. Neki Inka je pohvalil španske zidane mostove, saj ni bilo potrebe po popravljanju vrvi.

## Znani primeri
Največji tovrstni mostovi so bili zgrajeni čez kanjon reke Apurímac vzdolž glavne ceste severno od Cusca, slavni primer je bil dolg 45 metrov in naj bi bil navdih za roman Most San Luis Rey (The Bridge of San Luis Rey) Thorntona Wilderja iz leta 1927, za katerega je avtor leta 1928 prejel Pulitzerjevo nagrado.
Q'iswa Chaka (v kečuanščini »vrvni most«), narejen je iz trave, je zadnji preostali inkovski most, ki se razteza čez reko Apurimac v bližini Huinchirija, v provinci Canas, okrožje Quehue, Peru. Čeprav je v bližini sodoben most, prebivalci te regije ohranjajo staro tradicijo in spretnosti z obnovo mostu junija vsako leto. Več družinskih skupin pripravi več vrvi, ki jih oblikujejo v nosilne vrvi na lokaciji, drugi pripravljajo preproge za pohodno površino, rekonstrukcija pa je skupno delo. Graditelji so nakazali, da se prizadevanja izvajajo v čast njihovim prednikom in Pachamami (materi Zemlje).
- Star, povešen most
- Obnovljeni most je občutno manj povešen
- Graditelji se zbirajo pred obnovo
- Priprava vrvi
- Glavni kabel in ročne vrvi so na svojem mestu
- Pritrditev ročnih vrvi na glavne stranske kable.
- Obrezani roloji preprog tvorijo pohodni del mostu.
- Novi most je zdaj primeren za uporabo.
- Most v uporabi v deževnem obdobju.